# 구스타프 퇴니
구스타프 퇴니(독일어: Gustav Thöni, 1951년 2월 28일~)는 이탈리아의 알파인 스키 선수, 지도자이다. 알파인 스키 역사상 가장 위대한 선수 중 한 명으로 1972년 동계 올림픽에서 금메달 1개, 은메달 1개를 획득했으며, 1976년 동계 올림픽에서 은메달을 획득했다. 또한 1974년 세계 선수권 대회에서 2관왕에 올랐으며, 알파인 스키 월드컵에서 종합 우승 4회 달성했고 금메달 24개를 포함하여 총 69개의 메달을 획득했다.
1980년에 현역 은퇴 후 이탈리아 국가대표 코치가 되었으며 알베르토 톰바를 집중적으로 지도하여 그의 국제적인 성공에 기여했다.

## 같이 보기
- 올림픽 이탈리아 선수단